# Giro ontológico
El giro ontológico es un mayor interés en la ontología dentro de una serie de disciplinas filosóficas y académicas a principios de la década de 2000. El giro ontológico en antropología no se ocupa de las nociones antropológicas de cultura, epistemología o visiones del mundo.En cambio, el giro ontológico genera interés sobre el ser en el mundo y acepta que las diferentes visiones del mundo no son simplemente representaciones diferentes del mismo mundo. Más específicamente, el giro ontológico se refiere a un cambio en la orientación teórica según la cual las diferencias no se entienden en términos de una diferencia en las visiones del mundo, sino en términos de diferencias en los mundos y todos estos mundos tienen la misma validez.

## Definiciones
La ontología es el estudio de la realidad tal como se construye en mundos humanos y no humanos.  Por el contrario, la ontología también ha sido entendida como un proceso de "devenir". Finalmente, la ontología también ha sido definida como el conjunto de circunstancias históricas a través de las cuales los individuos comprenden la realidad. Sin embargo, esta última definición en particular ha recibido importantes críticas debido a su similitud con las definiciones de cultura.

### Influencia filosófica
El campo de la ontología corresponde al estudio filosófico del ser. Este enfoque en el ser se basa en las intuiciones de Martin Heidegger sobre la naturaleza específica de lo que significa "ser" en el mundo. La teorización de Heidegger sobre la naturaleza fundamental del ser se basó en ideales ontológicos que surgieron de las tradiciones de la escuela platónica. Desde este punto de vista, la mente o la experiencia de ser un ser humano, no se refiere a una entidad singular.[cita requerida] En cambio, la mente se refiere a una colección de eventos, eventos de la vida u objetos materiales que experimenta un individuo. Así, la ontología relaciona la experiencia de ser en el mundo. Además, el interés en la ontología está asociado con una mayor comprensión de la existencia, la realidad, el devenir y cómo estos conceptos se relacionan con amplias categorías de entidades.

## En la antropología
Dentro del campo de la antropología, las ideas ontológicas comenzaron a surgir alrededor de la década de 1990. Sin embargo, la primera influencia de los entendimientos ontológicos dentro de la antropología surgió en el trabajo de Roy Wagner, Marilyn Strathern y Eduardo Viveiros de Castro. Tras estas deliberaciones iniciales, el giro ontológico se apoderó de la antropología británica. A partir de ahí, los antropólogos norteamericanos comenzaron a considerar cómo la ontología podría ser útil en la investigación etnográfica. La aplicación de marcos ontológicos realmente ganó popularidad después de 2010[cita requerida] y llamaron la atención antropológica nacional en la Reunión Anual de 2013 de la Asociación Antropológica Estadounidense en Chicago, donde la ontología se convirtió en el foco de varias sesiones allí.  Después de la conferencia, uno de los blogs de antropología más antiguos y destacados, Savage Minds, declaró que la ontología es "el próximo gran avance" en la teoría antropológica. Este floreciente interés por la ontología generó una serie de artículos que destacaron la utilidad de las premisas ontológicas en la investigación antropológica.
El concepto de ontología y lo que la gente entiende por ontología es diverso; por lo tanto, sigue siendo difícil rastrear el giro ontológico en la antropología. Sin embargo, si la ontología se refiere al estudio de la realidad, entonces la antropología ontológica incorpora elementos teóricos y metodológicos de la antropología al estudio del ser o la existencia. Las etnografías son el método más utilizado en la investigación antropológica. Mientras que, en un sentido teórico, la antropología ha contribuido en gran medida al concepto de cultura. Estos dos elementos de la antropología han ampliado las nociones filosóficas de la ontología de modo que la antropología ontológica no se trata simplemente del mundo; más bien, se trata de la experiencia de ser un ser humano en el mundo.  Además, la antropología ontológica se ocupa explícitamente de cómo los humanos se comunican e interactúan con una multitud de actores no humanos. Por ejemplo, como bióloga entrenada convertida en antropóloga, Donna Haraway insiste en incluir a otros seres, tanto humanos como no humanos, en sus relatos sobre la vida con mascotas. Finalmente, la antropología ontológica no afirma que los individuos o las comunidades vivan en universos distintos y que, al cruzar a un entorno diferente, de repente se encuentran en una realidad diferente. En cambio, los antropólogos ontológicos afirman que "deberíamos permitir que la diferencia o la alteridad desafíen nuestra comprensión de las categorías mismas de la naturaleza y la cultura".

### Otros giros en la antropología
La antropología como campo ha experimentado una serie de giros en su historia, incluido el giro lingüístico, el giro reflexivo, el giro temporal, el giro afectivo, el giro literario y el giro posthumano.[cita requerida] El giro ontológico presenta diferencias en los fenómenos culturales, no como diferentes interpretaciones de un mundo natural singular. Más bien, el giro ontológico en la antropología sugiere que existen realidades alternativas y otras formas de ser que existen en paralelo con la nuestra. Los defensores de este movimiento afirman que esta forma de enmarcar la diferencia cultural es el primer intento que han hecho los antropólogos de tomar las creencias de sus interlocutores "en serio" o "literalmente". Los críticos del giro ontológico argumentan que las afirmaciones de mundos diferentes tienden hacia el esencialismo.
La ontología política es otro desarrollo teórico asociado con el giro ontológico.

### Estrecho giro hacia la ontología
Las obras de los autores franceses Philippe Descola y Bruno Latour, y del autor brasileño Eduardo Viveiros de Castro  gravitaron hacia lo que se ha denominado "un estrecho giro ontológico". Este estrecho giro ontológico produjo mucha preocupación y curiosidad dentro de la antropología norteamericana.

#### El más allá de la naturaleza de Descola
Philippe Descola en su trabajo entre los achuar amazónicos sugirió que la categoría de naturaleza no es un universal humano y, por lo tanto, no debe considerarse una línea de investigación antropológica. El dominio de la "naturaleza", argumenta Descola, ha surgido de las nociones occidentales modernas que pretenden postular la "naturaleza" como ontológicamente real. En cambio, Descola afirma que «Otras civilizaciones han ideado diferentes formas de detectar cualidades entre los existentes, dando como resultado otras formas de organizar la continuidad y la discontinuidad entre humanos y no humanos, de agregar seres en colectivos, de definir quién o qué es capaz de agencia y conocimiento». Es decir, Descola trata el animismo no como una especie de creencia errónea, sino como una extensión de la relacionalidad social a los actores no humanos. En este sentido, Descola utiliza la ontología como una herramienta analítica elemental para explorar cómo se construyen los mundos de una manera distinta a la forma en que los antropólogos generalmente discuten las visiones del mundo. Descola propone que la antropología puede utilizar marcos ontológicos para explicar mejor cómo se componen los mundos.

#### El perspectivismo de Viveiros de Castro
Eduardo Viveiros de Castro utiliza un marco perspectivista en su síntesis de la literatura etnográfica amazónica. Su discusión sobre los entendimientos amazónicos tiene en cuenta cómo las perspectivas de humanos versus no humanos no son inherentemente diferentes. Las reflexiones de Viveiros de Castro sobre el perspectivismo le llevan a concluir que estamos ante una perspectiva fundamentalmente distinta de las que informan el pensamiento académico occidental. El enfoque de Viveiros de Castro adopta inherentemente un enfoque ontológico que «le permite ver más claramente las formas en que la antropología se basa en una división naturaleza/cultura que postula la naturaleza como una especie de fundamento universal, unitario y existente y la cultura como la forma infinitamente variable de representar la naturaleza».

#### Los modos de existencia de Latour
Bruno Latour argumenta que los investigadores no deberían clasificar las entidades en el mundo "social" y el mundo "natural". Latour argumenta que en lugar de predeterminar qué cosas se consideran parte de la sociedad y qué cosas se consideran parte de la naturaleza, los científicos sociales deberían ver estas categorías como negociaciones complejas entre las personas y su mundo. Esta resistencia a la división entre lo social y lo natural es parte integral de la antropología ontológica.

## Recepción
Haidy Geismar, uno de los críticos de la antropología ontológica, ha afirmado que presentar a los demás no como si tuvieran culturas diferentes, sino que tuvieran mundos diferentes, es solo una forma novedosa de esencialismo. Además, muchos críticos de la antropología ontológica han demostrado que este marco no toma la diferencia tan en serio como pretende. Específicamente, Pierre Charbonnier, Gildas Salmon y Peter Skafish han llamado la atención sobre el hecho de que muchos antropólogos ontológicos han llegado a conclusiones similares a las de los antropólogos que no utilizan marcos ontológicos, al mismo tiempo que utilizan gran parte de las mismas bases teóricas en sus argumentos. Sin embargo, los ontólogos han respondido que muchas de estas críticas son meros intentos de reproducir el statu quo.
En respuesta al giro hacia la ontología, el 9 de febrero de 2008 se llevó a cabo en Mánchester un debate del Grupo de Debates en Teoría Antropológica, sobre la moción 'Ontología es solo otra palabra para cultura'. Michael Carrithers (Durham) y Matei Candea (Cambridge) hablaron a favor de la moción, y en contra Karen Sykes (Mánchester) y Martin Holbraad (University College de Londres). La votación final —19 a favor, 39 en contra y seis abstenciones— reflejó un consenso general de que entre cultura y ontología, la ontología podría tener algo que aportar. Marshall Sahlins en el prólogo de Más allá de la naturaleza y la cultura, se hace eco de este consenso en su afirmación de que la ontología «ofrece un cambio radical en la trayectoria antropológica actual —un cambio de paradigma si se quiere— que superaría el desorden analítico actual en lo que equivale a una tabla planetaria de los elementos ontológicos y los compuestos que producen». Sahlins celebra cómo la antropología, a través de este enfoque ontológico, volverá a su verdadero enfoque: el estado de ser otro.